# James Christopher Harrison
James Christopher Harrison (* 27. Dezember 1936 in Junee, New South Wales; † 17. Februar 2025 in Umina Beach, New South Wales), auch bekannt als Man with the golden arm („der Mann mit dem goldenen Arm“), war ein australischer Blutspender, der durch sein ungewöhnliches Blutplasma bekannt wurde, das in der Behandlung von Rhesus-Inkompatibilität verwendet wurde. Harrison spendete über sechzig Jahre lang 1.173 Mal Plasma. Damit konnten tausende Kinder behandelt werden.

## Biografie
James Harrison wurde am 27. Dezember 1936 geboren. Im Alter von 14 Jahren musste er sich einer großen Operation unterziehen, bei der zwei Drittel seiner linken Lunge entfernt wurden. Dabei benötigte er dreizehn Blutkonserven. Nach der Operation blieb er für drei Monate im Krankenhaus. Als ihm klar wurde, dass ihm das Blut das Leben rettete, entschied er sich, nach dem Erreichen des Mindestalters selbst Blut zu spenden, obwohl er Angst vor Nadeln hatte. 1954 spendete er das erste Mal.

## Entdeckung und Spenden
Nach einigen Jahren entdeckte man, dass sein Blut das sehr seltene Anti-D-Immunglobulin aufwies und davon auch einen ungewöhnlich hohen Titer besaß. Anti-D-Immunglobulin wird Rhesus-negativen Müttern mit Rhesus-unbekannten oder Rhesus-positiven Babys während und nach der Schwangerschaft verabreicht, um die Bildung von Antikörpern gegen das Blut des Rhesus-positiven Kindes zu verhindern. Dies betrifft in Australien 17 % aller werdenden Mütter. Zu Beginn seiner Spendertätigkeit starben in Australien jährlich noch tausende Babys an dieser Krankheit.
Seine Plasmaspenden ermöglichten die Behandlung gegen diese Rhesus-Inkompatibilität. Dies wurde als so bedeutend eingeschätzt, dass nach der Entdeckung sein Leben mit einer Million AUD versichert wurde.
Eine erste Transfusion seines Plasmas erfolgte 1967 am Royal Prince Alfred Hospital in Sydney und rettete ein erstes Baby. Lange Jahre war er der einzige Plasmaspender für Anti-D-Immunglobulin. Bei seiner letzten Spende gab es etwa 200 weitere Spender weltweit, die aber alle geringere Konzentrationen des Immunglobulins aufwiesen. Es wird vermutet, dass diese Besonderheit  eine Folge der zahlreichen Bluttransfusionen ist, die Harrison erhalten hatte.
Die nachfolgenden Forschungen an seinen Spenden schufen das kommerziell genutzte Anti-D-Immunglobulin, auch bekannt als RhoGAM.
Seine Blutplasmaderivate wurden seitdem zur Behandlung von Schwangeren eingesetzt, deren Blut möglicherweise inkompatibel zum Blut des Kindes ist. Unter den Empfängern befand sich auch seine Tochter Tracey.
Bei der Plasmaspende werden jeweils 800 ml Blutplasma entnommen. Dies ist, anders als beim Vollblut, alle vierzehn Tage möglich. So konnte er im Mai 2011 zum 1000. Mal spenden, über 57 Jahre hinweg also durchschnittlich alle drei Wochen. Seinen Erfolg kommentierend sagte er:

“I could say it’s the only record that I hope is broken, because if they do, they have donated a thousand donations.”

„Ich würde sagen, dass dies der einzige Rekord ist, von dem ich hoffe, dass er gebrochen wird, denn wenn er das wird, dann sind tausend Spenden abgegeben worden.“

Am 11. Mai 2018 spendete er als 81-Jähriger in Sydney zum letzten Mal. 63 Jahre nach seiner ersten Blutspende bedingte eine medizinische Altersbeschränkung das Ende. Insgesamt ermöglichte er damit die Herstellung von 3 Millionen Dosen Anti-D-Immunglobulin.

„Jetzt muss ich mir für freitags eine andere Beschäftigung suchen.“

## Freihandelskritik
2007 äußerte sich Harrison kritisch gegenüber den Plänen, die australische Plasmaspende ausländischen Organisationen zugänglich zu machen. Er glaubte, dass die Öffnung des Marktes Freiwillige entmutigen würde zu spenden. Die Öffnung des Handels stammt aus einem Freihandelsabkommen mit den Vereinigten Staaten.

## Ehrungen
Am 7. Juni 1999 erhielt Harrison die Medal of the Order of Australia (OAM). Er wurde als Australian of the Year nominiert, gewann diesen Titel aber nicht. 2011 wurde Harrison bei der New South Wales Lokalheld-Abteilung des Australian of the Year nominiert. Am 25. November 2015 wurde ein Asteroid nach ihm benannt: (22136) Jamesharrison.